# Sudeste

Sudeste.

Sudeste ou sueste (SE) é uma coordenada cartográfica situada entre o sul e o leste e um dos pontos colaterais da rosa dos ventos.